# Eneby
Eneby – dzielnica (stadsdel) Sztokholmu, położona w jego zachodniej części (Västerort) i wchodząca w skład stadsdelsområde Bromma. Graniczy z dzielnicami Sundby, Bällsta, Riksby, Bromma Kyrka i Beckomberga.
Według danych opublikowanych przez gminę Sztokholm, 31 grudnia 2020 r. Eneby liczyło 893 mieszkańców. Powierzchnia dzielnicy wynosi 0,34 km².